# Бор, Паулюс
Паулюс Бор (нидерл. Paulus Bor, около 1605, Амерсфорт, Республика Соединённых провинций — 10 августа 1669, Амерсфорт, Республика Соединённых провинций) — голландский художник, представитель «золотого века», член художественного общества «Перелётные птицы».

## Биография

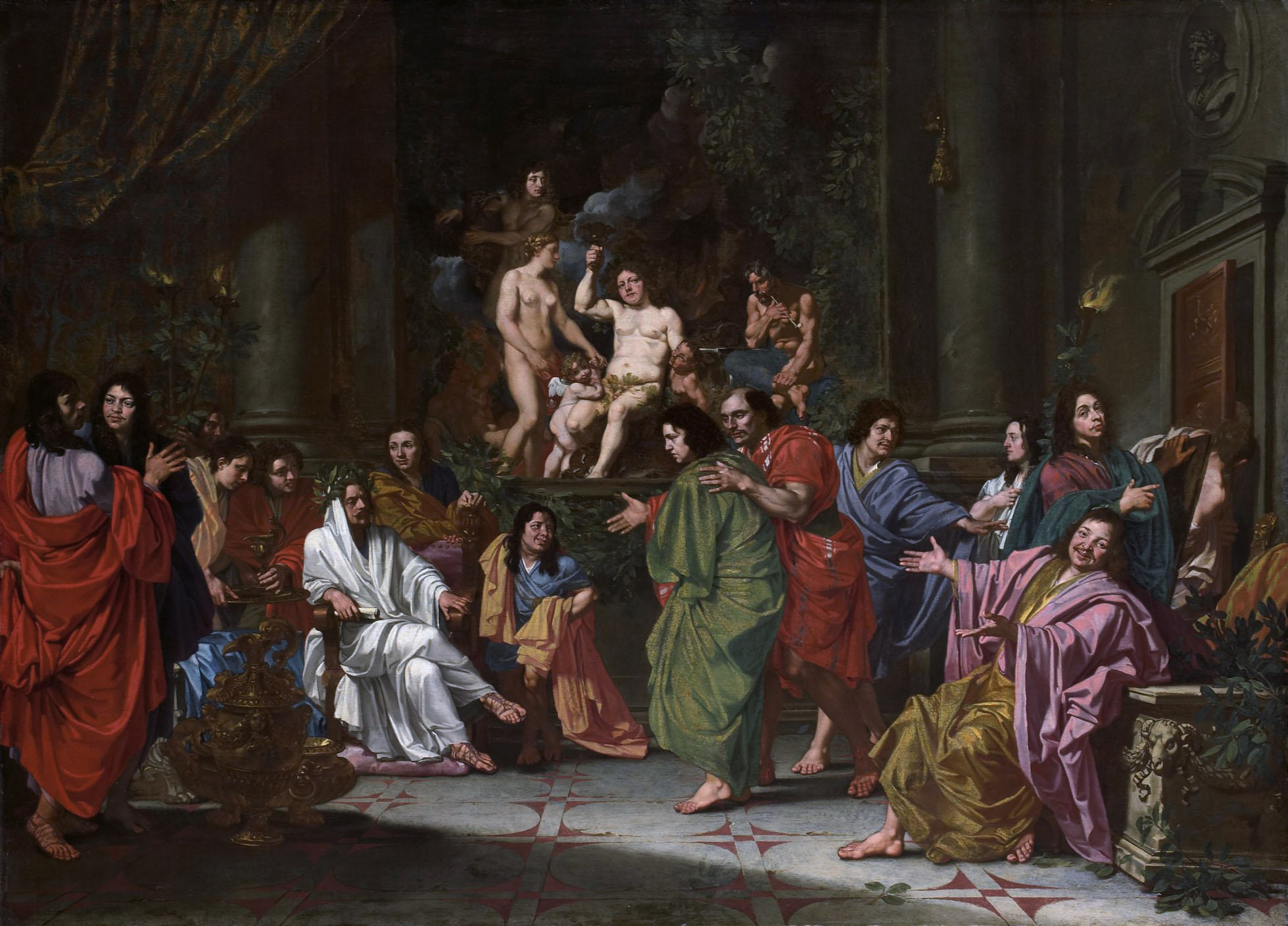
Неизвестный художник. Ритуал принятия в члены общества «Перелётные птицы», 1660

Паулюс Бор родился предположительно в 1605 году (иногда называется более ранняя дата — около 1601 года) и происходил из влиятельной и богатой католической семьи. Из документов известно, что в 1577 году его дед Янс Бор входил в число самых видных граждан Амерсфорта. Его отец, также Паулюс Бор, был торговцем текстилем. Художник был третьим сыном в семье.
Ничего не известно о детстве Паулюса Бора. Предполагают, что он получил хорошее образование, однако неизвестно, у кого мальчик учился живописи. Он отправился в Италию в 1623 году. Самая ранняя запись о нём — документ именно 1623 года, который свидетельствует, что он проживал (под итальянской формой своего имени — «Паоло Бур») в доме в приходе Сант-Андреа-делле-Фратте в Риме вместе с тремя другими художниками, чьи имена не известны. В 1624 и 1625 годах он делил дом на площади Испании и на улице Вязов с голландским художником Яном Линсеном (по другой версии — с двумя из трёх своих предыдущих друзей) и малоимущим итальянским живописцем Микеланджело Серквоззи. В Риме Паулюс Бор был одним из основателей группы художников, известной как «Перелётные птицы» (нидерл. «Вentvueghels»). Общество, в которое входили преимущественно голландские художники, было скандально известно в Италии из-за своих шумных возмутительных празднеств. На одном из анонимных рисунков (1623 год, хранится в музее Роттердама) Бор изображён со своими друзьями в шутливой сценке. Бахус, бог вина, сидит в середине, а Паулюс Бор и его друг Ян Линсен — в толпе членов общества «Перелётные птицы» с правой стороны от него. Прозвище Бора было «Орландо» (предположительно в честь главного героя поэмы Лудовико Ариосто «Неистовый Орландо»), а Яна Линсена — «Эрмафродито».
В 1626 году Бор вернулся в Амерсфорт, где стал членом Братства Святого Луки. В 1628 году он написал большой семейный портрет («Семья Ван Ваневельт, беседующая о благодати», 120 × 320 сантиметров), на котором изображены не менее тринадцати человек. Эта картина в настоящее время находится в церкви Святого Петра при больнице Блокланда в Амерсфорте. Существует очень мало других датированных работ Бора, поэтому хронологию его картин трудно установить. После возвращения в Нидерланды он некоторое время работал в стиле караваджистов, но вскоре оказался под влиянием классицизма.

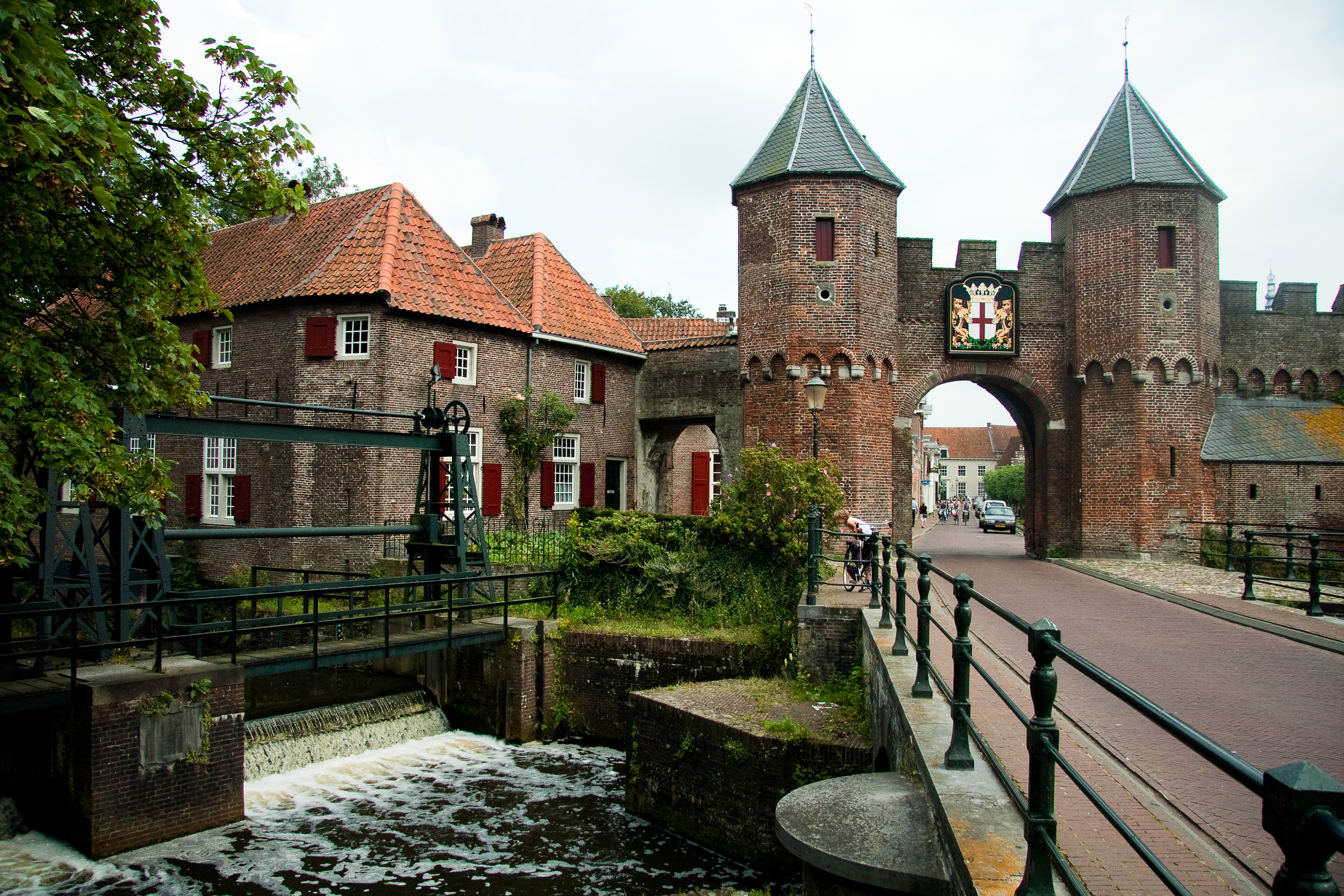
Амерсфорт, где художник родился и умер

В то время Бор был настолько известен, что Якоб ван Кампен привлёк его в 1638 году к работе над украшением дворца Фредерика Хендрика в Хонселерсдейке, который не сохранился до нашего времени. Паулюс Бор и Якоб ван Кампен оставались в тесном контакте друг с другом до смерти ван Кампена в 1657 году. Некоторые из поздних работ ван Кампена долгое время приписывались Бору.
В 1656 году Бор, который был католиком, стал регентом богадельни «Подвал бедняков». Он расписал там одну из комнат, которая сохранилась до нашего времени.
В 1632 году Паулюс Бор женился на Алейде ван Крахтвейк (нидерл. Aleijda van Crachtwijck), происходившей из влиятельной патрицианской семьи, проживавшей в родном для художника городе. Их совокупное имущество в документах на момент вступления в брак оценивалось в 10 000 гульденов, что даёт некоторое представление о степени их богатства. Постоянными источниками дохода семьи были рента и прибыль от инвестиций. У супругов было несколько детей.
Паулюс Бор умер 10 августа 1669 года. Его друзья, присутствовавшие на похоронах, отметили это событие в стиле умершего художника, выпив целую бочку вина. Художник оставил значительное наследство супруге, которое после её смерти в 1687 году было разделено между их двумя дочерьми, незамужней Юдит Кристиной и уже замужней Анной Мартой.

## Особенности стиля и сюжетов
Художник считается одним из самых известных представителей голландской живописи барокко и рассматривается как посредник между утрехтским караваджизмом и харлемским классицизмом. Некоторые искусствоведы отмечают как его слабые стороны дилетантизм, эклектичный стиль и случайность выбора сюжетов для своих картин.
Учитывая богатство своей семьи, художник, вероятно, был меньше зависим от художественных запросов своих заказчиков. Этим объясняют искусствоведы и предпочтение художником сюжетов, не вызывавших интереса у его современников, и его изображения одиноких, погружённых в меланхолию женских фигур.
Всего сохранилось две дюжины достоверных работ художника. Большинство его сохранившихся картин представляют собой полотна, близкие значительно более позднему натурализму, в которых специалисты с трудом идентифицируют сюжет. В них преобладает созерцательное начало, они созданы, как полагают, для образованной части элиты голландского общества. Отмечают, что несмотря на свой католицизм, Бор создал только несколько религиозных картин, среди них выделяется «Христос среди учителей» (Центральный музей Урехта, датируется около 1635, иногда атрибутируется не самому художнику, а его школе). Наиболее известная картина художника — «Благовещение Гавриилом приближающейся смерти Богоматери» (нидерл. «De Annunciatie door Gabriel aan de Maagd van haar ophanden zijnde dood», между 1635 и 1640, Национальная галерея Канады, Оттава). Эта картина имеет то же драматическое освещение, изящные драпировки, которые характерны для утрехтского изображения. Искусствоведы отмечают сходство с ранними картинами Рембрандта — чёткие профили, неожиданные повороты шеи, интенсивный цвет. Наиболее близка стилю Бора картина Рембрандта «Пир Валтасара», созданная в 1635 году. Большинство наиболее важных в художественном отношении работ художника созданы в конце 1630-х годов. Нетрадиционная интерпретация иконографии, специфический тип фигуры, почти карикатурные лица и гладкая поверхность мазка являются особенностями, характеризующими творчество Бора. Искусствоведы определяют особый тип женской красоты, характерный для картин художника: «полное, мягкое лицо, короткая шея, длинные свободные волосы и мечтательное выражение лица».
Художник выбирал редкие мифологические сюжеты для своих картин. На картине «Кидиппа с яблоком Аконтия» (Рейксмюсеум, Амстердам) изображена подобная сцена из небольшой поэмы Каллимаха: во время праздника Артемиды на Делосе юноша Аконтий влюбился в Кидиппу и, чтобы заставить её вступить в брак, опираясь на верование, что каждая клятва, произнесённая в храме богини Артемиды, должна быть исполнена, выбрал время, когда Кидиппа была в храме, и бросил к её ногам яблоко с надписью: «Клянусь святилищем Артемиды, что выйду замуж за Аконтия». Кидиппа прочла вслух надпись и выбросила яблоко. Богиня услышала обещание Кидиппы и каждый раз, когда та собиралась выйти замуж за другого, поражала её болезнью, в конце концов она согласилась на брак с Аконтием.
Картину «Сидящая обнажённая, моющаяся у печи» британский искусствовед Филип Хук считает предшественницей модернизма. Девушка отворачивается от нас, поэтому мы видим её сзади в три четверти. Она сидит на низком стуле или скамье, подняв колени, её руки прижаты к телу, локти согнуты. Девушка полностью обнажена, на её голове венок из нежных синих и красных цветов. Рядом зеркало с позолоченной рамой, прислонённое к корзине или декоративной коробке. Композиция настолько тщательно продумана, что создаётся впечатление не жанровой картины, а натюрморта. Искусствоведов удивляет атмосфера картины — спокойствие, почти полное отсутствие времени и движения. Учитывая чрезвычайную редкость обнажённой натуры в жанровых сценах 1640-х годов и склонность Бора к редкой иконографии, искусствоведы предполагают, что картина может быть и не жанровой сценой. Это может быть сцена из Ветхого Завета, а девушка — Вирсавия, но в голландском интерьере XVII века. История Давида и Вирсавии (II Книга Царств, 11: 1—27) имела давнюю живописную традицию в Нидерландах. Рембрандт также изобразил Вирсавию как обычную голландскую женщину.
Существует ряд элементов, которые несовместимы с жанровой сценой и связывают картину с библейской историей: венок в волосах и золотая нить, на которой она сидит. Ни один из этих элементов не бывал частью гардероба простой голландской женщины в так просто меблированной комнате. Зеркало с его тяжёлой золотой рамой, а также коробка и корзина тоже кажутся искусствоведам неуместными. Самое важное — это маленький лист бумаги на полу, который может быть письмом царя Давида, упоминаемым в Писании. Его присутствие может объяснять атмосферу неподвижности, пронизывающую композицию, — девушка сидит и размышляет о том, что она будет делать.

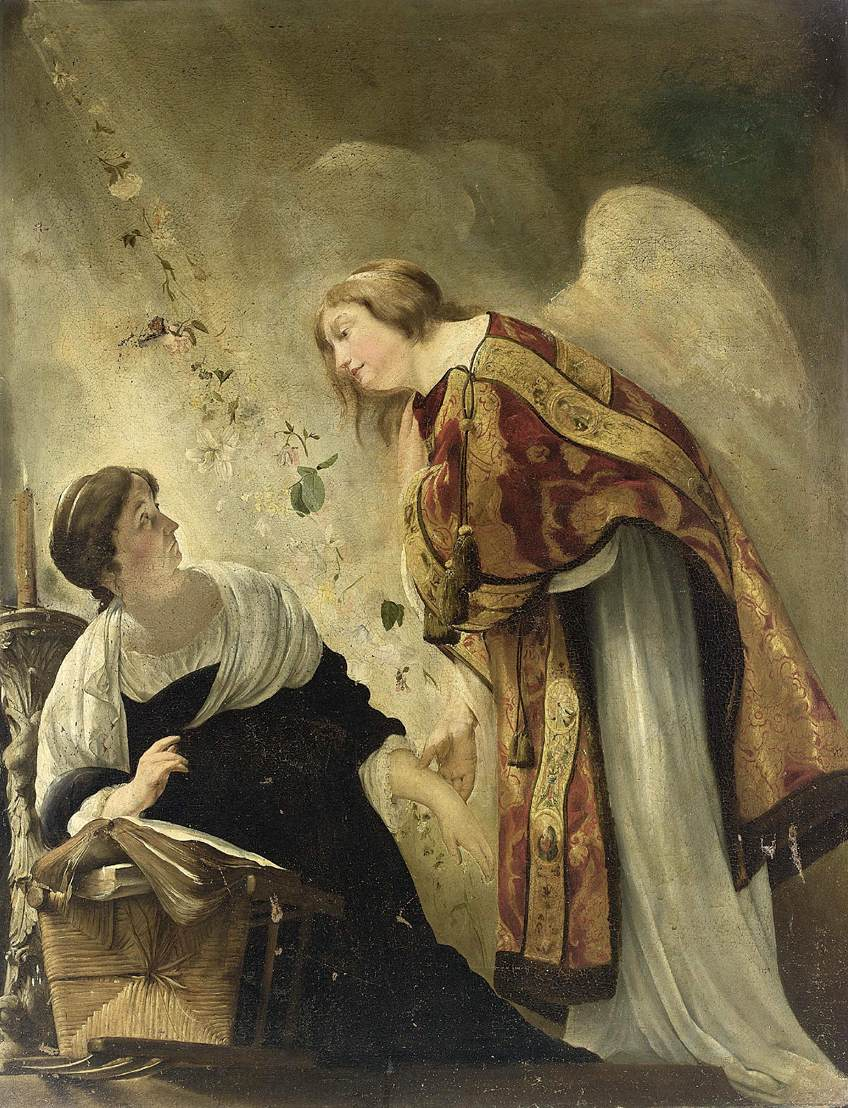
Благовещение Гавриилом приближающейся смерти Богоматери
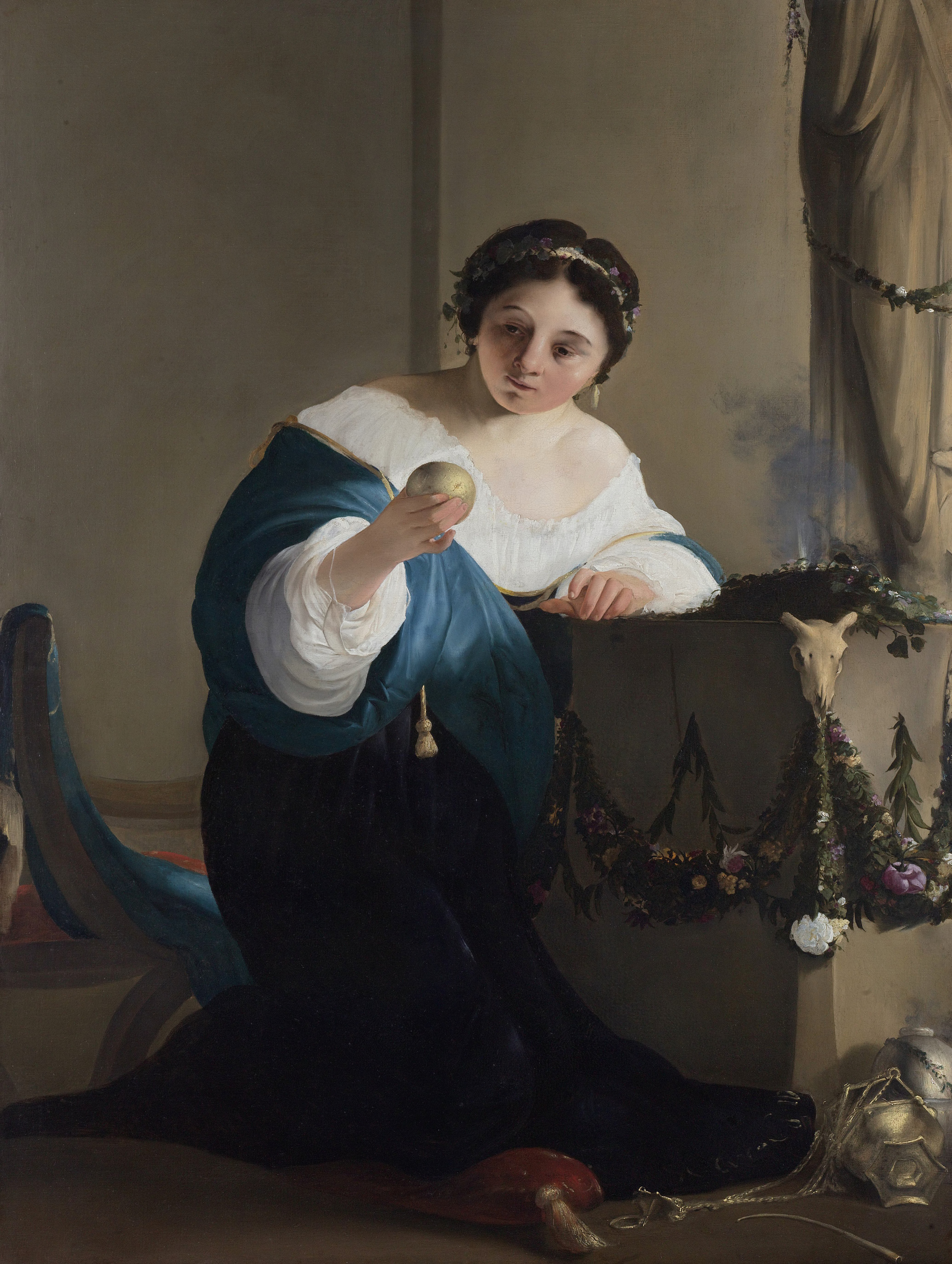
Кидиппа с яблоком Аконтия, между 1620 и 1669
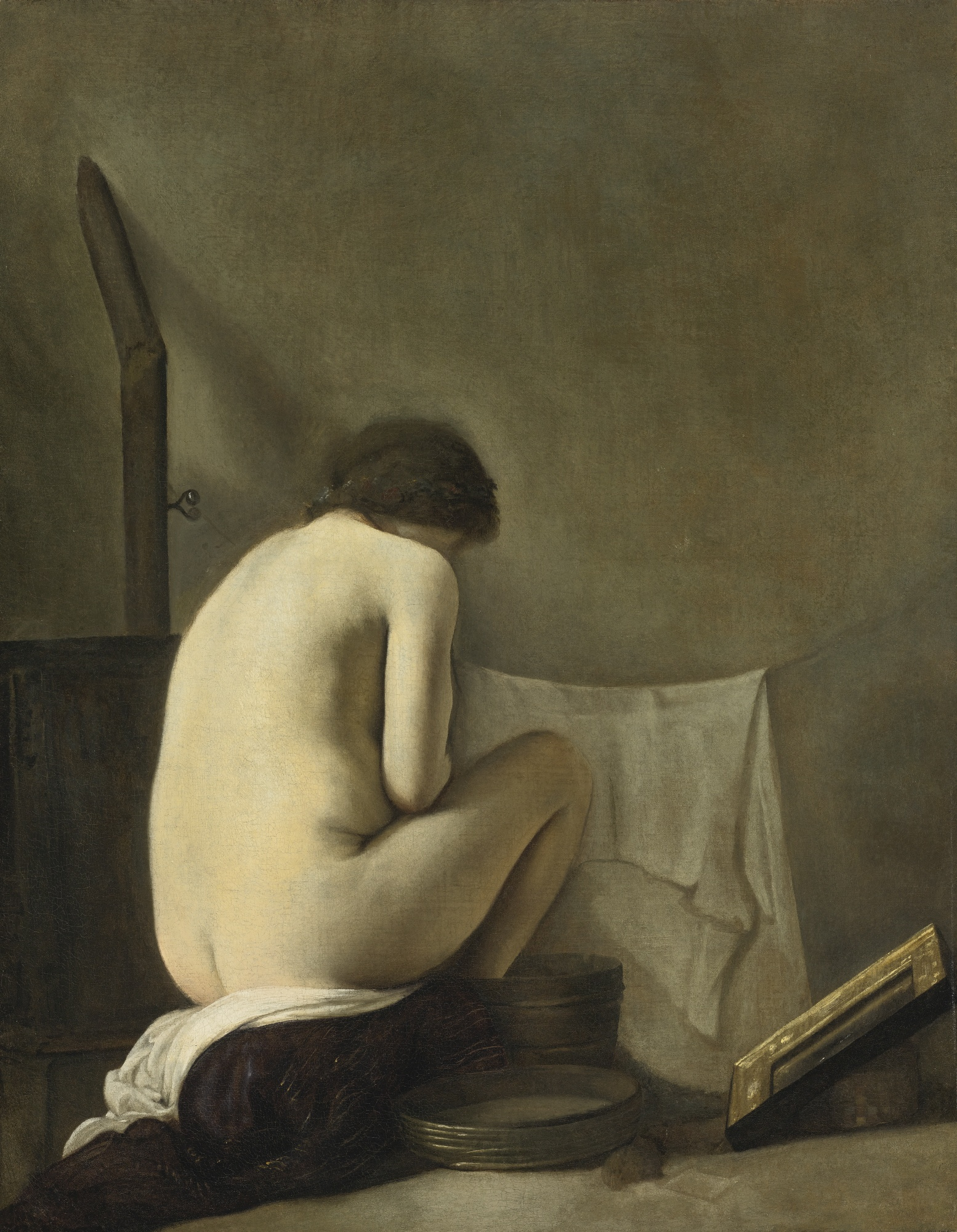
Сидящая обнажённая, моющаяся у печи
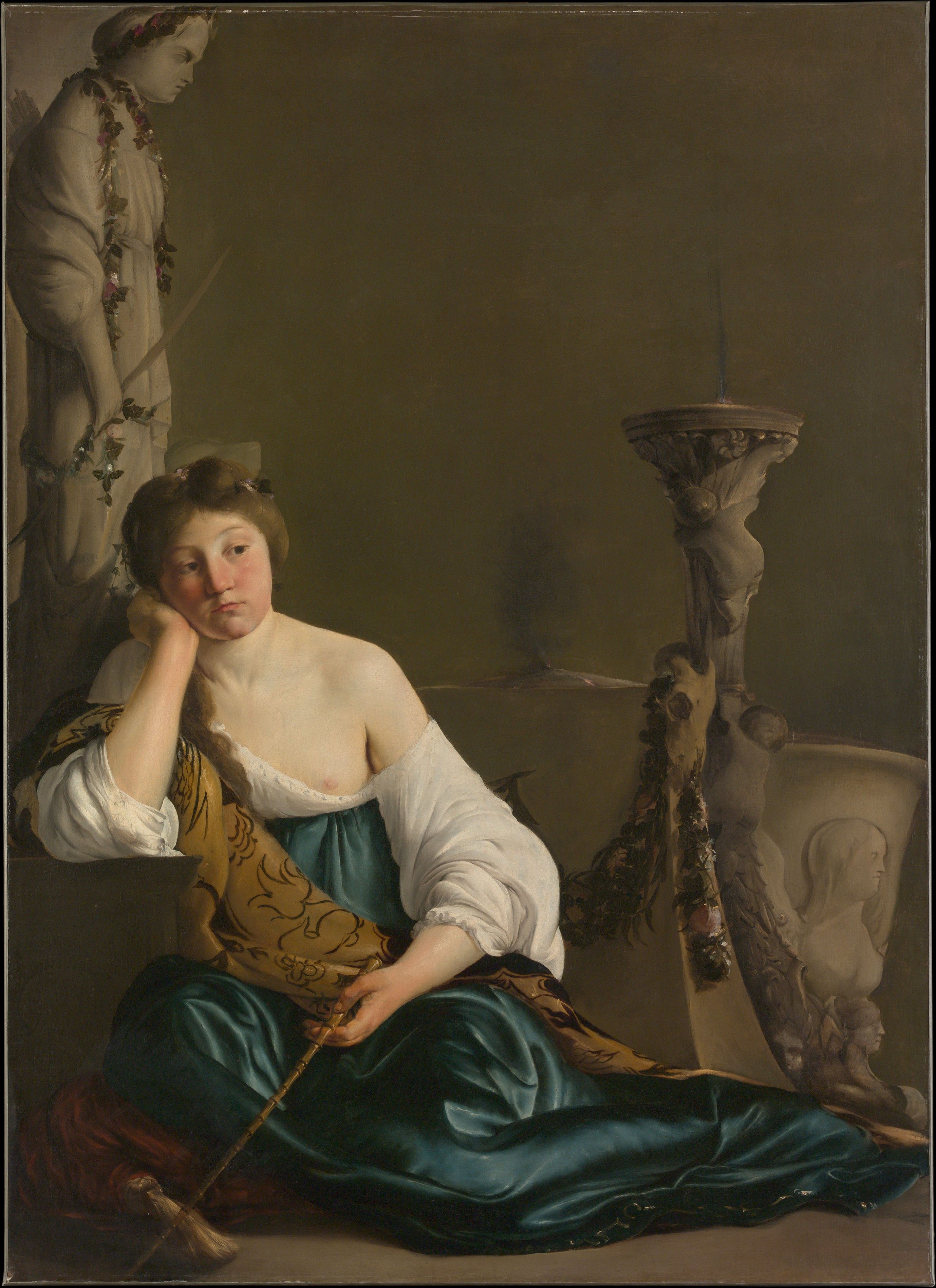
Разочарованная Медея («Чародейка»), музей Метрополитен[12], около 1640
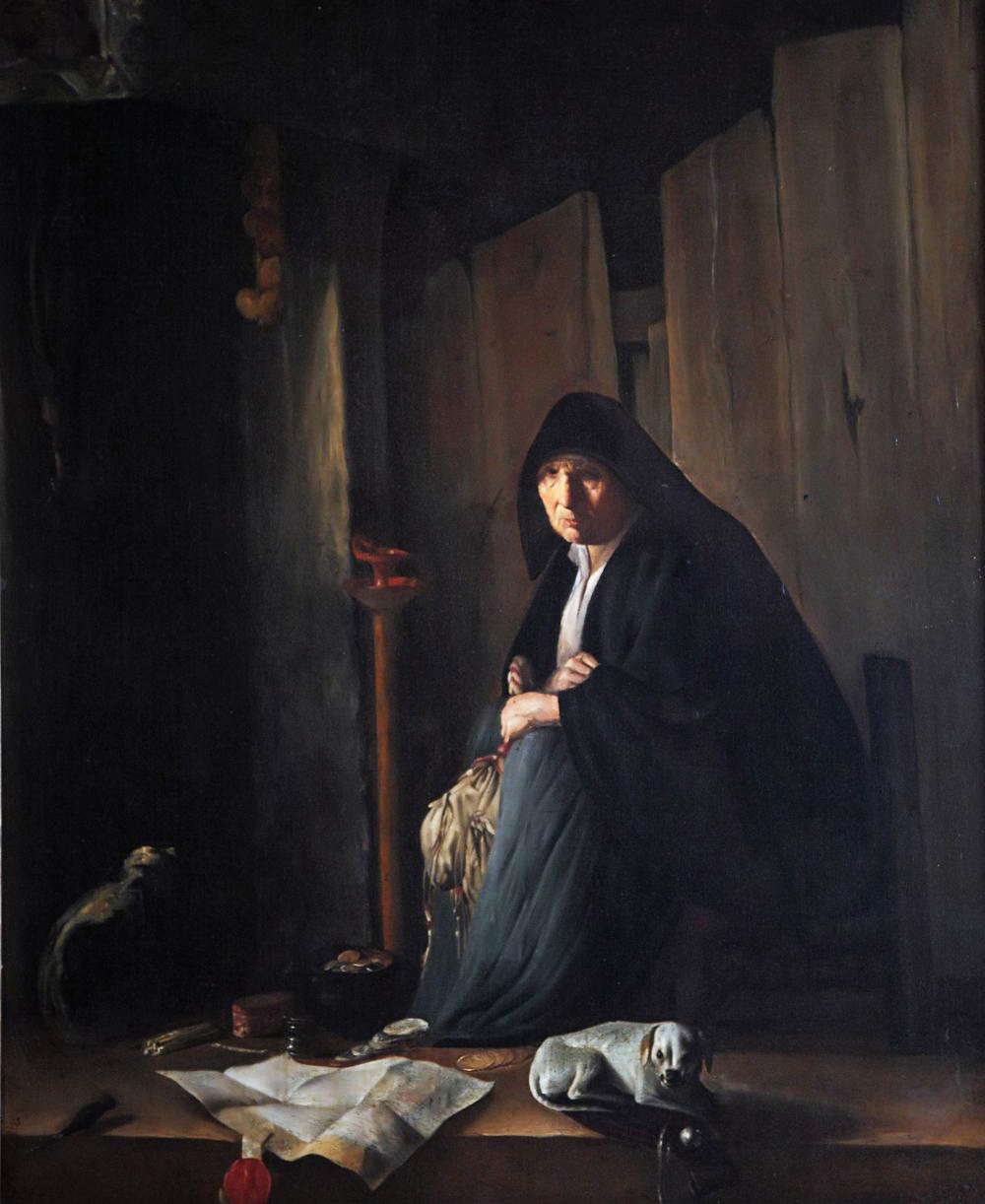
Аллегория Алчности
Торговец цветами, 1640

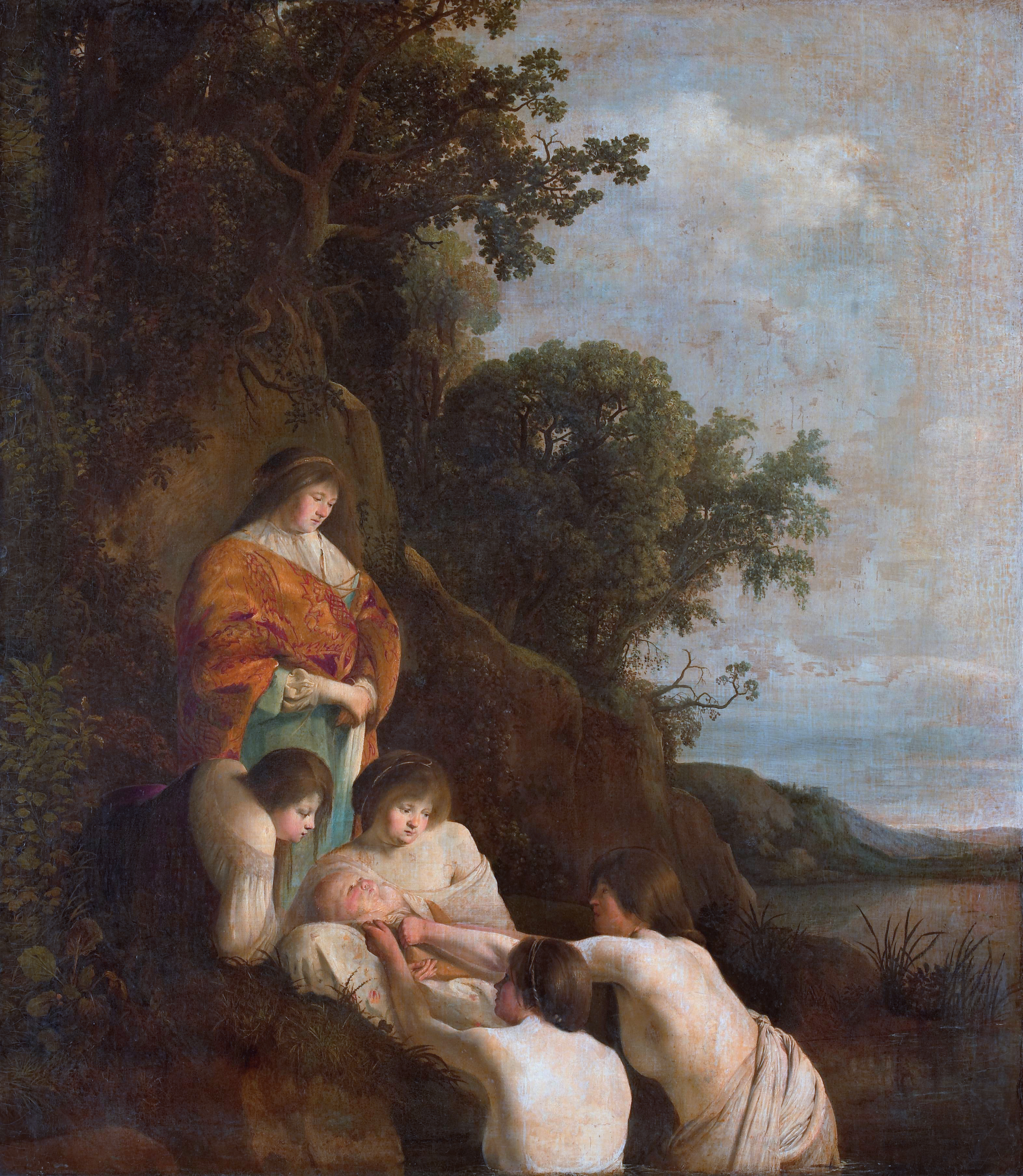
Паулюс Бор и Корнелис Вром. Дочь фараона находит Моисея, 1635—1638
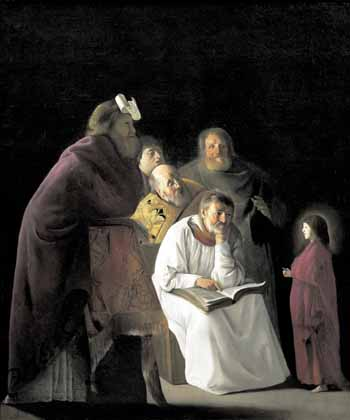
Христос среди учителей, около 1635